# جاك دويل (لاعب كرة قدم)
جاك دويل (بالإنجليزية: Jack Doyle)‏ هو لاعب كرة قدم بريطاني في مركز الدفاع، ولد في 2 فبراير 1997 في ليفربول في المملكة المتحدة. لعب مع بلاكبيرن روفرز.

## وصلات خارجية
- جاك دويل (لاعب كرة قدم) على موقع قاعدة بيانات كرة القدم.إي يو (الإنجليزية)
- جاك دويل (لاعب كرة قدم) على موقع Soccerbase.com (لاعب) (الإنجليزية)
- جاك دويل (لاعب كرة قدم) على موقع Soccerway.com (الإنجليزية)